# Creonte

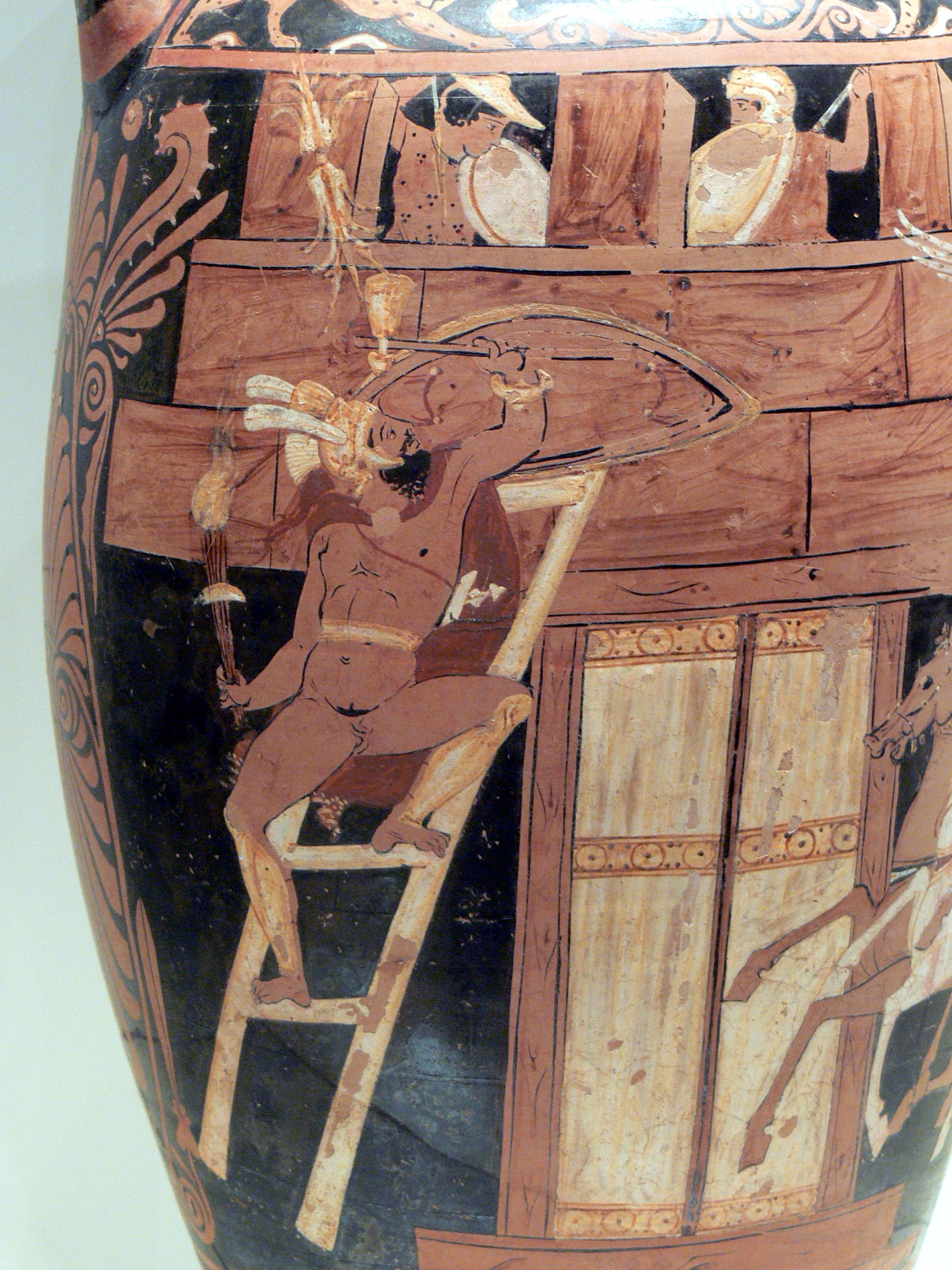
Capaneo escala los muros de Tebas, con miras a matar a Creonte. Ánfora campania de figuras rojas, c.

En la mitología griega, Creonte (en griego Κρέων) es un personaje perteneciente al ciclo tebano. Por su abolengo pertenecía a la casa real cadmea, pues era hijo de Meneceo, nieto de Óclaso y bisnieto de Penteo. Fue rey de Tebas en tres ocasiones. En la tragedia su esposa era Eurídice, en la épica, en cambio, es conocida como Heníoca. Creonte es un personaje recurrente en la tragedia: aparece en Los siete contra Tebas de Esquilo, en la Antígona de Sófocles y en Las fenicias de Eurípides.  
Se dice que después de que Layo fuera sepultado por Damasístrato, rey de Platea, Creonte ocupó el trono. Durante su reinado una gran calamidad cayó sobre Tebas, pues Hera envió a la Esfinge como azote para el pueblo tebano. Prometió que daría su reino y a su hermana Yocasta en matrimonio a la persona que fuese capaz de resolver el enigma de la Esfinge. Como es fama Edipo, hijo de Layo, consiguió resolver el enigma y consiguió a Yocasta en matrimonio.
Es un personaje señalado de la tragedia Antígona, de Sófocles. En esta obra Creonte es regente de la ciudad de Tebas tras la muerte de los dos legítimos aspirantes al trono, Eteocles y Polinices, los hijos de Edipo. Ha prohibido que se dé sepultura al cadáver de Polinices, por haber muerto atacando su propia ciudad. La hermana de este, Antígona, contradice su orden y le da sepultura, por lo que es condenada a muerte. Creonte desoye todas las súplicas en su favor, y su obstinación en defender la legalidad civil, a pesar de que es contraria a las leyes divinas, le conduce al desastre. Su hijo Hemón, el prometido de Antígona, se suicida y a continuación su propia esposa, a pesar de que en el último momento Creonte había reconsiderado su actitud. En esta tragedia griega, hay tres debates o discusiones dialécticas de Creonte que se representan por medio del recurso del agón y en los que se enfrenta con Antígona, Tiresias y Hemón.
En el Heracles de Eurípides se nos dice que Lico, un hijo de Poseidón, se ha apoderado de Tebas aprovechando la disensión entre los tebanos y, tras derrocar a Creonte, pretendió matar a la familia de Heracles —Anfitrión, Mégara y a los tres hijos de esta—. Pero estos, acogido al asilo de los altares, se mantuvieron a la espera de que volviera Heracles. Tzetzes dice que Heracles mató a Lico asaeteándolo, por atreverse a violentar a Mégara.
En otra obra se dice que Anfitrión acudió a la corte de Creonte y su esposa, Heníoca, la de largo peplo, que le recibieron y le procuraron todo tipo de comodidades, como es norma para los suplicantes. Anfitrión, teniendo por aliados, entre ellos a Creonte, asoló la isla de los tafios. Durante la lucha contra los minios, en la batalla murió Anfitrión luchando valerosamente. Fue entonces cuando Heracles recibió de Creonte como premio a su hija mayor Mégara, que le dio tres hijos a Heracles: Terímaco, Creontíades y Deicoonte. Creonte también entregó su hija menor a Ificles, quien ya tenía un hijo, Yolao, de Automedusa, hija de Alcátoo.

### Descendencia
En cuanto a su descendencia, hay versiones dispares. La Ilíada nos habla de su hijo Licomedes. Eurídice, la esposa de Creonte, se clava una espada en el corazón, mientras maldice a su esposo por la muerte de dos de sus hijos, Hemón y Megareo. En otra fuente Megareo es citado con el nombre de Meneceo. El desdichado Hemón fue la última víctima que se cobró la Esfinge. Pausanias dice que a la derecha de las puertas de Tebas hay una colina consagrada a Apolo. A la derecha del templo hay unas estatuas-retrato de piedra, que dicen que son de Heníoque y de Pirra, hijas de Creonte, que tuvo el poder como tutor de Laodamante, hijo de Eteocles. Creonte entregó su hija mayor, Mégara, en matrimonio a Heracles, y a su hija menor, que el autor no cita, en matrimonio con Ificles. Otra fuente dice que la hermana menor de Mégara y esposa de Ificles era Pirra.